# Njál
Njál T(h)orgeirsson (Níall eller Njáll Þorgeirsson), född omkring 935, död 3 september 1011, var en isländsk storman som givit namn åt Njáls saga. Han var en mycket lagkunnig person och, enligt sagan, mer eller mindre synsk. Njál var bäste vän med Gunnar på Hlidarende och bodde på gården Bergtorshval. Njál var gift med Bergtora, hade fyra söner (den mest kände var slagskämpen Skarphedin) och en dotter som hette Helga som var gift med Kåre Sölmundsson, som blir sagans huvudperson när Njál dött. Njál var även fosterfar till Hoskuld hvitanäsgode.
Njál är en gammal man mot slutet av sagan. När fienderna vill bränna inne hans söner låter han sig brännas inne med dem, eftersom han är för gammal för att orka hämnas sönerna.
Den historiske Njál var, trots att han saknade godord, en av sin tids mest betydande män på Island och åtnjöt stort anseende för sin lagklokhet. Upprättandet av femtedomen, som genomdrevs av lagsagesmannen Skapte Toroddsson, tycks till stor del ha varit Njáls verk, enligt sagans kanske inte helt säkra uppgifter i syfte att skaffa fostersonen Hoskuld ett godedöme.
Njál Torgeirsson är i Skáldskaparmál (61) också nämnd som skald, men det är troligen ett misstag. Samma strof som här åberopas finns i både Morkinskinna och Hrokkinskinna där den, sannolikt med större rätt, uppges tillhöra de gamanvísur som Harald Hårdråde diktade om prinsessan Ellisif.